# Дряжна
Дряжна — река в России, протекает в Псковской области, Плюсском и Струго-Красненском районах. На реке находятся деревни Зовка, Палицы, Дряжно, Воронино, Каменка, Люблево, Лосицы. Устье реки находится в 136 км по левому берегу реки Плюссы. Длина реки составляет 25 км.

## Данные водного реестра
В данных государственного водного реестра России название реки не определено, относится к Балтийскому бассейновому округу, водохозяйственный участок реки — Нарва. Относится к речному бассейну реки Нарва (российская часть бассейна).
Код объекта в государственном водном реестре — 01030000412102000027038.